# Sân bay Uíge
Sân bay Uíge (IATA: UGO, ICAO: FNUG) là một sân bay công cộng ở phía tây thành phố Uíge, Angola.